# Crivăț (gmina)
Crivăț – gmina w Rumunii, w okręgu Călărași. Obejmuje tylko jedną miejscowość Crivăț. W 2011 roku liczyła 2243 mieszkańców. 